# Megastigmus synophri
Megastigmus synophri är en stekelart som beskrevs av Mayr 1874. Megastigmus synophri ingår i släktet Megastigmus och familjen gallglanssteklar.
Artens utbredningsområde är:
- Österrike.
- Bulgarien.
- Ungern.

Inga underarter finns listade i Catalogue of Life.